# Юрій Рожиновський
Юрій Семенович Рожиновський (справжнє прізвище — Рожновський; нар. сер. XVI ст., Летковичі — пом. до 1628) — остерський боярин, учасник повстання Косинського. Внаслідок фальшування документів тривалий час видавав себе за нащадка князівського роду Половців-Рожиновських.

## Біографія
Син остерського боярина Семена Яцковича, який в 1550 р. отримав від остерського старости Лаврина Ратомського Рожнівське городище і взяв прізвище Рожновський.
Під час повстання Криштофа Косинського приєднався до повстанців, за що був позбавлений батьківської вотчини. Після повернення в 1593 р. до Остра він не зміг випросити її назад, через що йому довелось поступити на службу до старости Лаврина Ратомського, а потім його сина Михайла який влітку того ж року успадкував посаду батька.
Надалі скориставшись довірою старости він викрав документи роду Половців-Рожиновських і 3 березня 1595 р. з'явився до Руської канцелярії зі старим листом-даниною короля Казимира IV його начебто предку Михайлу Половцю-Рожиновському на маєтності Рожни, Світильнів та інші, прохаючи його підтвердити. Крім того, він показав засвідчувані листи остерського старости Лаврина Ратомського та кількох шляхтичів Київського воєводства, які підтверджували факт його князівського походження і земського права на Рожин та прилеглості.
За відсутності фактів неавтентичності, прохання Рожновського канцелярія задовольнила. Втім невдовзі про це стало відомо остерському старості, і той подав позов до київського гродського суду зі звинуваченням колишнього слуги в крадіжці «мембран» (документів). Проте суд став на бік обвинувачуваного, і передав йому в тимчасове користування Світильнів, Рожни та Летковичі. Того ж року Рожновському вдалось отримати королівського листа на села Світильнів, Рожни та Бердів. А наступного на нього до Люблінського трибуналу подав позов Григорій Толкач-Жукинський зі звинуваченням в розоренні його маєтку.
Варто зазначити що весь цей час за невідомих обставин Рожновський мав підтримку київського підвоєводи Яна Аксака. Серед імовірних причин бажання послабити новопризначенного старосту, а також матеріальний зиск. Володимир Антонович вважав всю інспірацію частиною плану розробленого Аксаком для захоплення маєтностей покійних князів:
Повернувшись до Остера, Юрій Рожиновський повинен був як «рукодайний слуга» вступити в служіння до старості. Звичайно, становище його було далеко не блискуче; тим часом випадкове співзвуччя його прізвища і по батькові звернули увагу Аксака, за порадою якого, ймовірно у відсутності Ратомського, Юрій Рожиновський зламав двері в комору, де зберігався старостинський архів, і викрав всі документи, що зберігалися в ньому, що відносилися до роду князів Половців-Рожинських і їхнім маєтностям, і втік із ними до Києва. Тут він передав документи Аксаку і, видаючи себе за сина князя Семена Яцковича Половця-Рожиновського, доручив Аксаку клопотати про відновлення своїх прав на спадкові маєтки своїх предків.
На користь останнього може свідчити укладена між ними в 1603 р. угода:
«Юрій […] Половець Рожиновський, втративши маєтність своїх предків і тепер, через бідність, будучи не у змозі її вишукувати  […] умовився з Яном Аксаком, аби той […] клопотався про відшукання його дідівських маєтностей, за що Аксак, по відшуканню, отримає з них половину».
На початку 1605 р. Аксак вмовив Рожновського за кілька сот коп грошей відступити свої домагання на Басань і Биків переяславському старості, князю Янушу Острозькому. Таким чином його судові суперечки з Василем Ходикою за ці маєтності останній вже мав вирішувати з більш могутнім високопосадовцем, і Аксак нарешті міг позбавитись судових тяжб через Рожиновського.
Попри попередні звинувачення в фальсифікації походження, Рожновському довгий час вдавалось їх відкидати завдяки Аксаку. Це тривало поки за невідомих обставин руський писар Захарій Єловицький не отримав пожиттєвий привілей на деякі із захоплених за участі Рожновського маєтностей, через що Єловицький розпочав судовий процес проти нього. Судова тяжба тривала понад 10 років, і закінчилась в 1625 р. викриттям фактів викрадення автентичного привілею, підробки листів-свідчень і справжнього походження Рожновського.
Помер в 1614 або до 1628 р. Його частину набутих маєтностей Аксак записав Видубицькому монастирю.

## Родина
Батько після отримання маєтності зміг також отримати привілей на неї від Сиґізмунда II Авґуста. 28 серпня 1576 р. він надав лист ігумену Видубицького монастиря на володіння урочищами Бичач, Деснище та Красний Пісок, які знаходилися між селами Рожни й Свиноїди. Разом з братом Юрія — Іваном здійснював постійні наїзди на маєтність «Ховмицю» і село Свиноїди, які належали Видубицькому монастирю.